# 古巴世界遗产名录

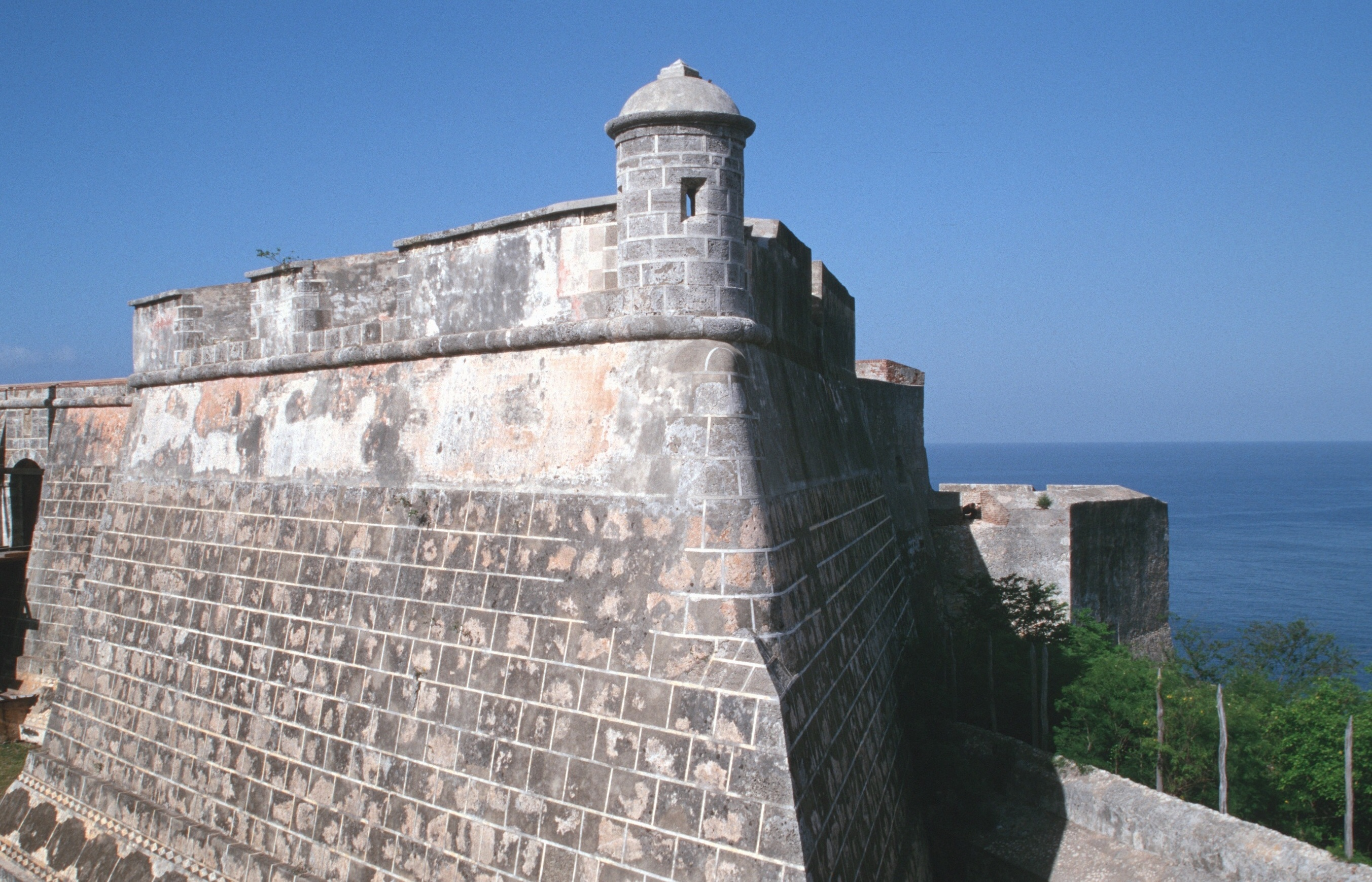
位于圣地亚哥-德古巴的圣佩德罗德拉罗卡城堡

根据联合国教科文组织1972年制订的《保护世界文化和自然遗产公约》，世界遗产是指对全人类有重要文化或自然价值的遗产项目。加勒比岛国古巴于1981年3月24日接受《保护世界文化和自然遗产公约》，该国历史遗迹因此有资格列入《世界遗产名录》。截至2025年3月，该国共有九处遗产入选。
1982年12月，世界遗产委员会第六次会议在位于巴黎的联合国教科文组织总部举行，古巴的“哈瓦那旧城及其工事体系”在这次会议上入选《世界遗产名录》，这也是该国遗产首度入选。哈瓦那旧城及其工事体系包括古巴首部中部和历史悠久的区域，还包括西班牙殖民时期建立的防御工事。
古巴的九处世界遗产中有七处文化遗产，两处自然遗产，其中两项自然遗产分别是位于该国东部奥尔金省和关塔那摩省境内的阿里杰罗德胡波尔德国家公园，以及位于格拉玛省的格朗玛的德桑巴尔科国家公园，公园名称意为“格拉玛号登陆国家公园”，其中的“格拉玛号”是装载包括劳尔·卡斯特罗、菲德尔·卡斯特罗、切·格瓦拉在内的七二六运动组织成员抵达古巴的船只名称，古巴革命便是由该组织发起。除哈瓦那旧城及其工事体系外，古巴入选的城市景观文化遗产还包括特立尼达和卡马圭历史中心，两者均是由西班牙殖民者在16世纪建立。此外，古巴还有多个历史悠久的农业区域入选，例如古巴东南第一个咖啡种植园考古风景区和比尼亚莱斯山谷的烟草种植区。

## 遗产名单
以下表格中列出各项世界遗产的信息：
名称：世界遗产委员会所订名称
地区：所在的古巴省份1
时期：遗产代表的时间段，通常就是建造时间
联合国教科文组织数据：世界遗产编码、入选年份及对应入选标准：标准（i）至（vi）是文化遗产，（vii）到（x）是自然遗产，同时符合文化和自然遗产标准的稱為“复合遗产”，列表顺序按年份排列。
简介：遗产简介
| 名称                               | 图像                                | 地区                   | 时期       | 联合国教科文组织数据 | 简介 | 来源          |
| ---------------------------------- | ----------------------------------- | ---------------------- | ---------- | -------------------- | --- | ------------- |
| 哈瓦那旧城及其工事体系             | 大教堂广场                          | 哈瓦那                 | 16至19世纪 | 204；1982；iv，v     | 哈瓦那由西班牙人于1519年建立，17世纪成了加勒比海主要的造船中心之一。哈瓦那旧城有大量巴洛克和新古典主义风格建筑，这里的历史地标包括哈瓦那主教座堂和哈瓦那大剧院。                                                                                                 | [ 6 ]         |
| 特立尼达和洛斯因赫尼奥斯山谷       | 特立尼达                            | 圣斯皮里图斯省         | 16至19世纪 | 460；1988；iv，v     | 特立尼达建于16世纪初。1518年，埃尔南·科尔特斯开始从特立尼达港远征墨西哥。西班牙殖民统治时期，特立尼达的繁荣很大程度上是因当地成功的制糖业。邻近的洛斯因赫尼奥斯山谷是古巴制糖业的发源地，于18世纪诞生。这里建有许多蔗糖厂，还有许多畜牧场和烟草种植园。          | [ 7 ] [ 12 ]  |
| 古巴圣地亚哥的圣佩德罗德拉罗卡堡   | 圣佩德罗德拉罗卡堡                  | 圣地亚哥省             | 17世纪     | 841；1997；iv，v     | 这座巨大的城堡是用来保护位于圣地亚哥的重要港口。堡垒设计采用意大利文艺复兴风格，包含堡垒、军火库、棱堡和炮台，是西班牙裔美洲人建造的防御堡垒中保存最好、最完整的一个。                                                                                           | [ 13 ]        |
| 格拉玛的德桑巴尔科国家公园         |                                     | 格拉玛省               | 不适用     | 889；1999；vii，viii | 公园名称意为“格拉玛号登陆国家公园”，其中的“格拉玛号”是装载包括劳尔·卡斯特罗、菲德尔·卡斯特罗、切·格瓦拉在内共79名七二六运动组织成员抵达古巴的船只名称，他们之后发动古巴革命推翻富尔亨西奥·巴蒂斯塔的统治。公园内有独特的喀斯特地形、地貌，拥有梯田、悬崖和瀑布。 | [ 5 ] [ 14 ]  |
| 比尼亚莱斯山谷                     | 比尼亚莱斯山谷                      | 比那尔德里奥省         | 19世纪     | 840；1999；iv        | 维尼亚莱斯是古巴西部城镇，于1875年成立，成立前人们就在这里的周边山谷大范围种植烟草。山谷内拥有喀斯特地形和乡土建筑，采用传统的烟草种植工艺。此外，比尼亚莱斯山谷也是古巴革命及独立战争多场战斗的地点。                                                           | [ 10 ] [ 15 ] |
| 古巴东南第一个咖啡种植园考古风景区 |                                     | 圣地亚哥省和关塔那摩省 | 19和20世纪 | 1008；2000；iii，iv  | 19世纪到20世纪初，咖啡是古巴东部的主要栽培作物。这些咖啡种植园遗迹展示出复杂地形上种植作物采用的技术手段，还体现出种植园体系在古巴乃至加勒比地区经济和社会发展中的重要地位。                                                                                     | [ 9 ]         |
| 阿里杰罗德胡波尔德国家公园         | 阿里杰罗德胡波尔德国家公园          | 奥尔金省和关塔那摩省   | 不适用     | 839；2001；ix，x     | 古巴是加勒比地区的第一大岛，这座公园内的多条河流都是源自岛上的高海拔地区。公园内有复杂的地质和多变的地形，还有大量生物种类，古巴特有的28种植物有16种可以在这里找到，还有包括濒危物种古巴沟齿鼩在内的多种动物。                                                   | [ 4 ] [ 16 ]  |
| 西恩富戈斯古城                     | 西恩富戈斯大教堂                    | 西恩富戈斯省           | 19世纪     | 1202；2005；ii，v    | 西恩富戈斯是于1819年建立起来的西班牙殖民地，但最早在此定居的却是法国移民。由于地处西恩富戈斯湾，这里成为甘蔗、烟草和咖啡贸易中心。由于古城是在殖民后期建立，因此其建筑更受到现代风格影响，体现出城市规划的现代理念。                                             | [ 17 ]        |
| 卡马圭历史中心                     | Nuestra Senora de la Soledad Church | 卡马圭省               | 16世纪     | 1270；2008；iv，v    | 卡马圭是西班牙最早在古巴建立的七个村庄之一，于1528年开始有人定居。与井然有序的其他西班牙殖民定居点相比，卡马圭的城市结构很不规则。这种迷宫般的风格主要源自欧洲中世纪理念及早期移民和建筑工人的传统施工手段。                                                     | [ 8 ]         |

### 预备名单
除已入选的世界遗产外，接受《保护世界文化和自然遗产公约》的成员国还可以把遗产项目列入预备名单，任何遗产在提名列入《世界遗产名录》前都必须入选预备名单。截至2016年6月，古巴的预备名单上共有以下三项遗产：
1. 萨帕塔沼泽国家公园：这座公园已经成为生物圈保护区，拥有包括红树林和延绵的珊瑚礁在内的多种地貌和物种[20]。
2. 古巴国家艺术学校：古巴国家艺术学校于1962年成立，旨在培养造型艺术、音乐、芭蕾、话剧、现代和民俗舞蹈领域的艺术家。学校建筑为古巴当代风格，施工时采用的水泥砖当时非常罕见[21]。
3. 古巴加勒比海的珊瑚礁群：这片珊瑚礁群主要包括古巴南部海岸沿线各不同部分的珊瑚礁，特别是以卡纳雷奥斯群岛和女王花园群岛为中心的海域，从古巴最西端的瓜纳阿卡维韦斯半岛一直延伸到该国东南部的女王花园群岛，全长800公里，包含九个不同的保护区[22]。